# Lenka Papáčková
Lenka Papáčková roz. Soukupová (4. května 1954 – 26. května 2005) byla česká vědkyně a geobotanička.

## Život a vědecká dráha
Lenka Papáčkova v mládí trávila čas v Hradci Králové a v Orlických horách. Absolvovala Přírodovědeckou fakultu na Univerzitě Karlově a postgraduálně vystudovala v bývalé Československé akademii věd. Po studiích působila v Botanickém ústavu ČSAV. V profesním životě se věnovala širokému spektru geobotanických témat týkajících se ekologie bylin, travin i dřevin a přinášejících významné poznatky do fungování xerotermních trávníků, pobřežní vegetace, mokřadů, rašelinišť, lesů, horské a polární tundry. Byla autorkou monografie o opuštěných polích Českého krasu. Později pracovala na Botanickém ústavu v Průhonicích. Zaměřovala se na téma lesů, rašelinišť a tundry na Šumavě, v Krkonoších, Krušných horách a ve Skandinávii. Zasloužila se o komplexní výzkum a globálně pojatou terminologii v arkto–alpínské tundře Krkonošského národního parku. Na konci života rozvinula výzkum v oblasti Abisko za polárním kruhem ve Švédsku.